# Arthur Rowe
Arthur Rowe (Barnsley, 17 agosto 1936 – Barnsley, 13 settembre 2003) è stato un pesista britannico, campione europeo nel 1958 ad Atene.

## Palmarès
| Anno | Manifestazione | Sede      | Evento         | Risultato | Misura  | Note                                     |
| ---- | -------------- | --------- | -------------- | --------- | ------- | ---------------------------------------- |
| 1958 | Europei        | Stoccolma | Getto del peso | Oro       | 17,78 m | Record dei campionati · Record nazionale |
| 1958 | Commonwealth   | Cardiff   | Getto del peso | Oro       | 17,57 m | Record dei Giochi                        |
| 1960 | Olimpiadi      | Roma      | Getto del peso | 17º       | 16,68 m |                                          |